# Grundsund

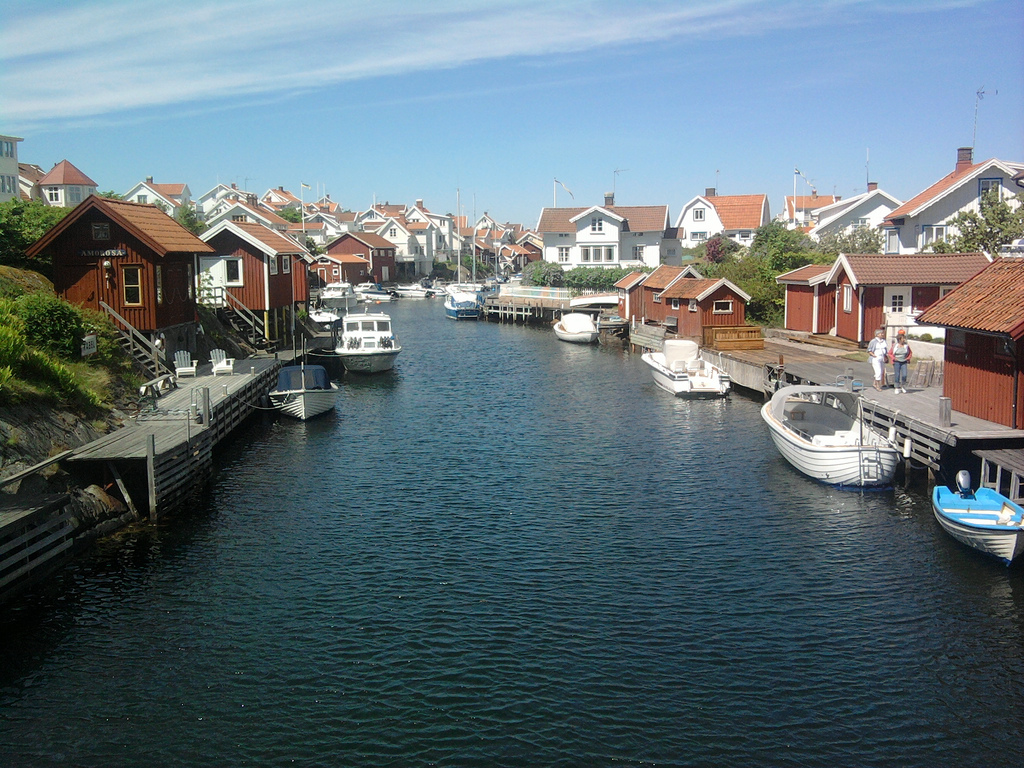
Der Kanal in Grundsund

Der Hafen von Grundsund

Grundsund ist eine Ortschaft (Tätort) in der schwedischen Provinz Västra Götalands län und der historischen Provinz Bohuslän.
Der Fischerort liegt auf der Insel Skaftölandet, üblicherweise als Skaftö bezeichnet, in der Gemeinde Lysekil, etwa 35 km westlich von Uddevalla. Die Kirche in Grundsund wurde 1799 gebaut. Vor der Kirche steht zur Erinnerung an verunglückte Seeleute und Fischer ein Gedenkstein.

## Geographie

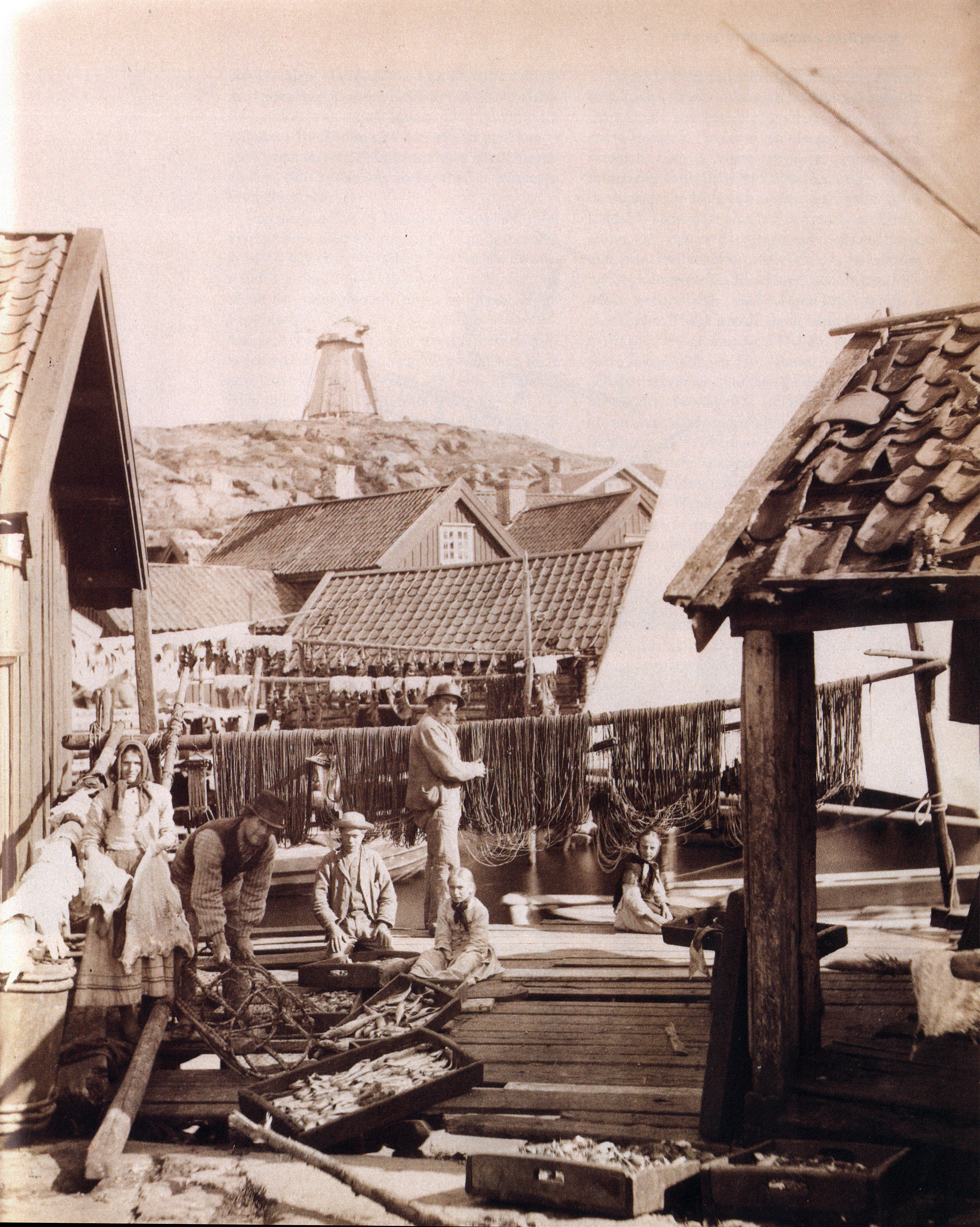
Schaffellnutzung und Fischerei in Grundsund (um 1890)

Die Gemeinde Lysekil erstreckt sich längs des 25 km langen Gullmarsfjordes, der die Gemeindegrenze nach Süden bildet, umfasst aber auch die Insel Skaftö südlich des Fjordes und die vorgelagerten Schären. Weitere Ortschaften auf der Insel sind Rågårdsvik und der auch überregional bekannte Ferienort Fiskebäckskil. Das Schärengebiet ist teilweise alte Kulturlandschaft. Der Gullmarsfjord weist ein einzigartiges marines Biotop auf.